# Скарбъроу (Англия)
Вижте пояснителната страница за други значения на Скарбъроу.
Скарбъроу (на английски: Scarborough) е град в Североизточна Англия, графство Северен Йоркшър. Разположен е на брега на Северно море и е известен морски курорт. Населението на града е около 49 000 души.

## История
Скарбъроу е основан около 966 от викингите на мястото на съществувало през 4 век римско укрепление. Малко по-късно е опожарен от съперническа група викинги. Градът е възстановен от норманите, като крал Хенри II изгражда каменна крепост и през 1155 и 1163 издава харти на общината. През 1253 е основан ежегоден панаир, просъществувал до 18 век. Той продължавал шест седмици от средата на август до края на септември и привличал търговци от различни краища на Европа.
По време на Английската гражданска война в средата на 17 век Скарбъроу на няколко пъти е превземан от двете страни и към края на войната по-голямата част от града е в развалини. След 1660 той се възражда като курорт, привличащ много туристи със своите минерални извори. По-късно Скарбъроу става и първият английски морски курорт. Построяването на железопътна линия до града през 1845 още повече увеличава броя на туристите.

## Личности
Родени
- Фредерик Лейтън (1830-1896), художник

## Побратимени градове
- Кеър, Ирландия

## Източник на названието
1. ↑  „"Географски речник на задграничните страни, 1987 г.